# VAX
A VAX (a Virtual Address eXtension rövidítése) 32 bites utasításkészlet-architektúrával (ISA) és virtuális memóriával rendelkező számítógépek sorozata, amelyet a Digital Equipment Corporation (DEC) fejlesztett ki és forgalmazott a 20. század végén. Az 1977. október 25-én bemutatott VAX–11/780 volt az első a VAX utasításkészlet-architektúrát megvalósító, népszerű és nagy jelentőségű számítógépek között. A VAX család óriási sikert hozott a DEC számára, a gépcsalád utolsó tagjait az 1990-es évek elején bocsájtották ki. A VAX-ot a DEC Alpha követte, amely számos, a VAX-programok átvételét (portolását) megkönnyítő funkciót vett át a VAX architektúrából.
A VAX-ot a 16 bites PDP–11 utódjának tervezték, amely a DEC egyik legsikeresebb miniszámítógépe volt, közelítőleg 600 000 eladott egységgel. A rendszer tervezésekor alapvető szempont volt a teljes visszafelé kompatibilitás az előd PDP-11-gyel, miközben a megvalósításban a memóriát teljes 32 bites megvalósításúra bővítették, igény szerint lapozható virtuális memóriával. A VAX név a virtuális címkiterjesztés (Virtual Address eXtension) koncepciójára utalt ami lehetővé tette a programok számára, hogy kihasználják ezt az újonnan elérhető memóriát, miközben továbbra is kompatibilisek maradtak a változatlan, felhasználói módú PDP-11 kóddal. A korai modelleken használt „VAX–11” nevet e képesség kihangsúlyozására választották. A VAX a komplex utasításkészletű számítógépek (CISC) családjába tartozik.
A DEC gyorsan elvetette a „−11” márkajelzést, mivel a PDP-11 kompatibilitásnak az 1980-as évek közepén már nem volt nagy jelentősége. A cég magát a „VAX” típusnevet is elvetette volna, mivel ez egy azóta is létező porszívómárka, de erre nem volt lehetősége. A vonal kibővült a csúcskategóriás nagyszámítógépekkel, mint például a VAX 9000, valamint a munkaállomás-méretű rendszerekkel,  mint a VAXstation sorozat. A VAX család végül tíz különböző konstrukciót/kialakítást és összesen több mint 100 egyedi modellt tartalmazott. Ezek mindegyike kompatibilis volt egymással, és rendszerint az VAX/VMS operációs rendszert futtatta.
A VAX-ot tartották a CISC ISA, azaz a komplex utasításkészlet legmagasabban fejlett megvalósításának, nagyon sok assembly nyelvű, programozóbarát címzési móddal és gépi utasítással, rendkívül ortogonális utasításkészlettel, valamint olyan összetett műveleteket végző gépi kódú (!) utasításokkal, mint a sorba történő beszúrás vagy -törlés, a számformázás és polinomkiértékelés.

## Név

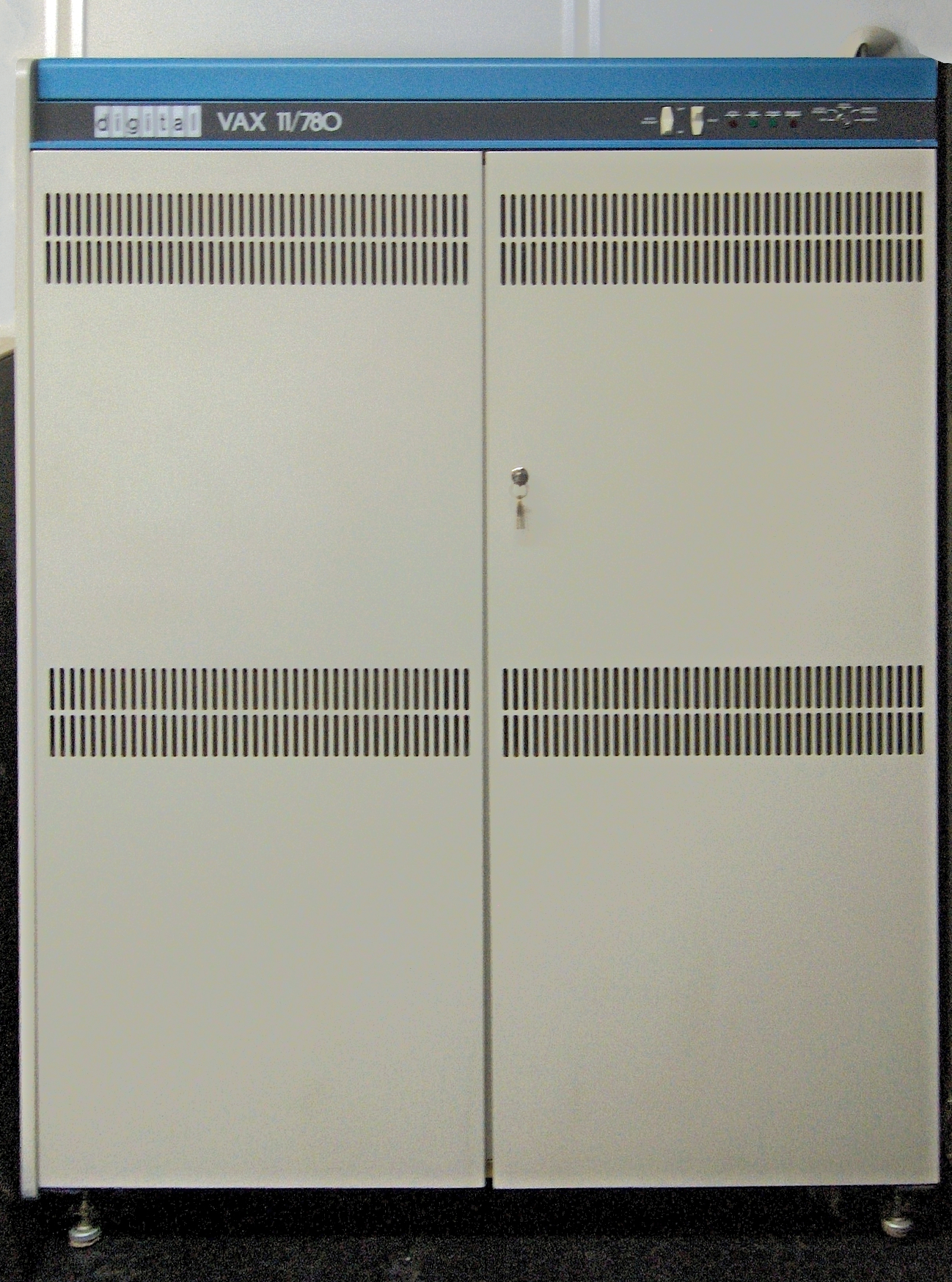
VAX–11/780

A „VAX” név a „Virtual Address eXtension” kifejezés rövidítéséből származik, egyrészt azért, mert ezt az új architektúrát a korábbi 16 bites PDP–11 32 bites kiterjesztésének tekintették, másrészt azért, mert (a Prime Computer után) a virtuális memória egyik legkorábbi alkalmazója volt, ami kezelni tudta ezt a több nagyságrenddel nagyobb címteret.
A VAX processzor korai verzióiban használható volt egy olyan „kompatibilitási mód”, amely a PDP-11 legtöbb utasítását hardveresen hajtotta végre, és a VAX–11 márkanévben a „11” éppen ezt a kompatibilitást emeli ki. A későbbi verziók a kompatibilitási módot és a kevésbé használt CISC-utasítások egy részét az operációs rendszer szoftveréből emulálták.

## Utasításkészlet
A VAX utasításkészletet nagy teljesítményűnek és ortogonálisnak tervezték. Bevezetésekor a programok nagy része assembly nyelven íródott, így fontos volt, hogy létezzen egy „programozóbarát” utasításkészlet. Később, ahogy egyre több programot készítettek ill. írtak át magas szintű programozási nyelveken, az utasításkészlet sokkal inkább háttérbe szorult, és csak a fordítóprogramok írói foglalkoztak vele.
A VAX utasításkészlet egyik szokatlan tulajdonsága a regisztermaszkok megléte az alprogramok elején. Ezek tetszőleges bitminták, amelyek előírják, hogy az alprogramra történő vezérlésátadás során mely regisztereket kell megőrizni. A legtöbb architektúrában a fordító(program) feladata, hogy előállítsa a szükséges adatok mentésére szolgáló utasításokat, ami általában a hívási veremben történő ideiglenes tárolás. A 16 regiszterrel rendelkező VAX-on ehhez akár 16 utasításra lett volna szükség az adatok mentéséhez és további 16 utasításra a visszaállításhoz. A maszk ennek a 16 műveletnek a hardveres végrehajtását váltja ki egyetlen 16 bites érték használatával, így időt és memóriát takarít meg.
Mivel a regisztermaszk a végrehajtható kódba ágyazott adat egy formája, ez megnehezíti a gépi kód lineáris elemzését a fordításkor és bonyolultabbá teszi a gépi kódon alkalmazott optimalizálási technikákat.

## Operációs rendszerek

A Digital által használt stilizált „VAX/VMS” felirat

A VAX natív operációs rendszere a Digital VAX/VMS volt. Ezt 1992 júliusában átnevezték OpenVMS-re, ezzel is jelezve, hogy egy nyílt és a POSIX szabványoknak megfelelő rendszer, elhagyva a VAX kapcsolatot, mivel folyamatban volt más architektúrára (az Alpha processzorra) való áttérés. Az OpenVMS megkapta az X/Open konzorcium XPG4 specifikációjának megfelelő minősítést. A VAX architektúra és a VMS operációs rendszer tervezése párhuzamosan folyt, hogy mindkettő maximálisan kihasználja a másik lehetőségeit, ahogy a  VAXcluster rendszer kezdeti megvalósításában is.
Az 1980-as években a Digital egy új hypervisort fejlesztett ki a VAX architektúrához VMM (Virtual Machine Monitor) néven, amely VAX Security Kernel néven is ismert – azzal a céllal, hogy lehetővé tegye a VMS és az ULTRIX több izolált példányának futtatását ugyanazon a hardveren. A VMM célja a TCSEC A1 megfelelőség elérése volt. Az 1980-as évek végén a VAX 8000-es sorozatú hardvereken működött, de kereskedelmi forgalomba nem került, és a kiadás előtt leállították.
További VAX hardveren futó operációs rendszerek a BSD UNIX különféle kiadásai a BSD 4.3-as verziójáig, az Ultrix-32, VAXELN és Xinu. A közelmúltban a NetBSD és OpenBSD különböző VAX modelleket támogatott, és kisebb fejlesztések történtek a Linux portolására a VAX architektúrára. Az OpenBSD 2016 szeptemberében megszüntette az architektúra támogatását.

## Történet

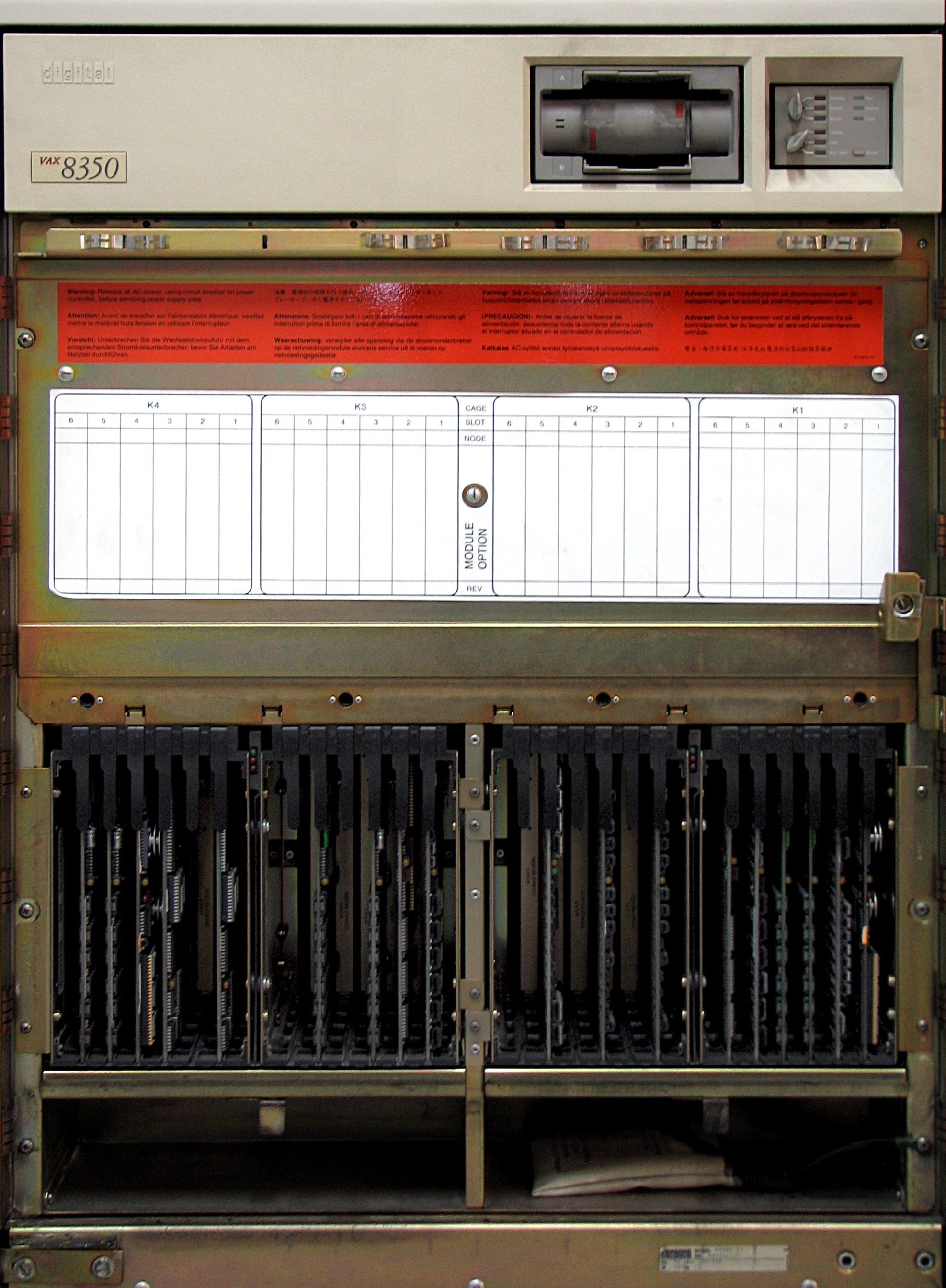
VAX 8350 elölnézetből, burkolat nélkül

Az első eladott VAX modell a VAX–11/780 volt, amit 1977. október 25-én mutattak be a Digital Equipment Corporation részvényeseinek éves közgyűlésén. A rendszer főkonstruktőre William D. Strecker volt, C. Gordon Bell egykori végzős hallgatója. Ezt követően több, árban, teljesítményben és kapacitásban eltérő modellt hoztak létre. A VAX szuperminiszámítógépek  nagyon népszerűek voltak az 1980-as évek elején.
Egy ideig a VAX–11/780 volt a CPU-sebességtesztek szabványa. Kezdetben egy MIPS sebességű gépként jellemezték, mert teljesítménye egyenértékű volt egy IBM System/360-as gépével, amely egy MIPS-en futott, és a System/360 implementációk korábban de facto teljesítményszabványnak számítottak. Az 1 másodperc alatt végrehajtott utasítások tényleges száma közel 500 000 volt, ami marketinges túlzásokkal kapcsolatos panaszokhoz vezetett. Ennek eredményeként született meg a „VAX MIPS” definíciója, ami konkrétan a VAX–11/780-as modell sebességét jelenti; egy 27 VAX MIPS-en működő számítógép nagyjából 27-szer gyorsabban futtatná ugyanazt a programot, mint a VAX–11/780.
A Digital felhasználói közösségen belül a VUP (VAX Unit of Performance) kifejezést használták leginkább, mivel a MIPS értékek nem hasonlíthatók össze azonos mértékben a különböző architektúrák között. A kapcsolódó klaszter VUP kifejezést informálisan a VAXcluster összesített teljesítményének leírására használták. (A VAX–11/780 teljesítménye továbbra is kiindulási mérőszámként szolgált a BRL-CAD Benchmarkban, a BRL-CAD szilárdtestmodellező szoftver disztribúciójában található teljesítményelemző csomagban.) A VAX–11/780 egy alárendelt önálló LSI–11 számítógépet is tartalmazott, amely mikrokódbetöltő, rendszerindítási és diagnosztikai funkciókat hajtott végre a gazdaszámítógép számára. Ezt a következő VAX modellekből kihagyták. A vállalkozó kedvű VAX–11/780 felhasználók ezért három különböző DEC operációs rendszert futtathattak: VMS-t a VAX processzoron (a merevlemezekről), és RSX–11S-t vagy RT–11-et az LSI–11-en (egyszeres kapacitású hajlékonylemez-meghajtóról).
A VAX számítógépek processzorainak felépítésében több különböző technológiát alkalmaztak. Az eredeti VAX 11/780-at TTL logikával valósították meg, ezekben egyetlen CPU egy négyszer öt láb (122x152 cm) méretű szekrényt töltött ki. Az 1980-as évek során a család csúcskategóriáját folyamatosan továbbfejlesztették egyre gyorsabb diszkrét komponensek felhasználásával, ennek a fejlődésnek az 1989 októberében bemutatott VAX 9000 volt a végpontja. Ez a konstrukció túl bonyolultnak és drágának bizonyult, és végül nem sokkal a bevezetés után megszüntették. Többszörös emittercsatolt logikájú (ECL) kaputömbökből vagy makrocella tömbökből álló csipek alkották a CPU-kat a VAX 8600 és 8800 szupermini, végül a VAX 9000 nagyszámítógép osztályú gépekben. A több egyedi MOSFET csipből álló CPU-megvalósítások közé tartoztak a 8100 és 8200 osztályú gépek. A VAX 11-730 és 725 alsókategóriás gépek processzoraiban az ALU-k az AMD Am2901 bitszelet-technológiájú komponensekkel készültek.
A MicroVAX I modell jelentős változást jelentett a VAX családban. Tervezése idején a félvezetőgyártási technológia még nem tette lehetővé, hogy a teljes VAX architektúrát egyetlen VLSI integrált áramköri lapon építsék fel (vagy akár több VLSI lapkán, mint a VAX 8200/8300 típusok V-11 CPU-ja esetén). Ehelyett a MicroVAX I modellben, a VAX architektúrában először, a bonyolultabb VAX-utasításokat (például a pakolt decimális adatformátumhoz kapcsolódó műveleteket) az emulációs szoftverbe helyezték át. Ez a szétválasztás jelentősen csökkentette a szükséges mikrokód méretét; a megoldást „MicroVAX” architektúrának nevezték el. A MicroVAX I-ben az ALU-t és a regisztereket egyetlen kaputömb csipként valósították meg, míg a gép maradék vezérlése hagyományos logika volt.
A MicroVAX miniszámítógép-architektúra teljes VLSI (mikroprocesszoros) megvalósítása a MicroVAX II 78032 (vagy DC333) CPU és a 78132 (DC335) FPU megalkotása idején történt meg. A 78032 volt az első beépített memóriakezelő egységgel rendelkező mikroprocesszor. A MicroVAX II-ben a processzorok egy 8,5 × 10,5 inch (quad) méretű kártyán helyezkednek el, és a gép MicroVMS vagy Ultrix-32 operációs rendszert futtat. 1 MiB beépített memóriával és DMA átvitelt is támogató Q22-busz interfésszel rendelkezik. A MicroVAX II-t számos további, megnövelt memóriájú és teljesítményű MicroVAX modell követte.
További VLSI VAX processzorok következtek a V-11, CVAX, CVAX SOC (System On Chip, egycsipes CVAX), Rigel, Mariah és NVAX implementációk formájában. A VAX mikroprocesszorok kiterjesztették az architektúrát az olcsó munkaállomásokra, és később a csúcskategóriás VAX modelleket is kiszorították. Az egyetlen architektúrát használó platformok ilyen széles választéka (nagyszámítógéptől munkaállomásig) egyedülálló volt az akkori számítástechnikai iparban. A CVAX mikroprocesszor-lapkákon különböző grafikákat helyeztek el. Például a tört orosz nyelvű „CVAX... ha eléggé törődsz azzal, hogy a legjobbat lopd el” kifejezés is helyett kapott a processzorcsipen, üzenetként a szovjet mérnököknek, mivel köztudomású volt, hogy a Szovjetunióban a DEC számítógépeket és csipeket visszafejtik, lemásolják és katonai célokra használják. Az 1980-as évek végére a VAX mikroprocesszorok teljesítménye megnőtt, hogy versenyképesek legyenek a diszkrét kialakításokkal. Ez a 8000-es és 9000-es sorozat megszüntetéséhez és a VAX 6000 Rigel processzoros modelljére, majd később NVAX processzoros VAX 7000-es rendszerre való váltásához vezetett.
A DEC termékkínálatában a VAX architektúrát végül felváltotta a RISC technológia. 1989-ben a DEC bevezette az Ultrix-ot futtató munkaállomások és szerverek sorát, a DECstation és DECsystem családokat, melyekben a MIPS Computer Systems processzorait alkalmazták. 1992-ben a DEC bemutatta saját RISC utasításkészlet-architektúráját, a Alpha AXP-t (később egyszerűen Alpha), és az ezt megvalósító mikroprocesszorát, a DECchip 21064-et, egy nagy teljesítményű 64 bites kialakítást, ami továbbra is képes az OpenVMS futtatására.
2000 augusztusában a Compaq nagy hangon bejelentette, hogy még az év végéig beszüntetik a maradék VAX modellek gyártását, de a régebbi rendszerek továbbra is széles körben használatban maradtak. A Stromasys CHARON-VAX és a SIMH szoftveres VAX emulátorok továbbra is elérhetők. A VMS-t ezek után a VMS Software Incorporated fejlesztette, bár csak az Alpha, HPE Integrity és x86-64 platformokra.

## Processzorarchitektúra

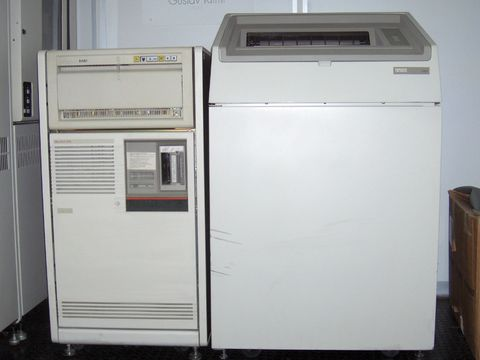
MicroVAX 3600 (balra) nyomtatóval (jobbra)

### A virtuális memória elrendezése
A VAX virtuális memóriája négy részre van osztva. Mindegyik rész egy gibibájt méretű  (230 bájt címezhető):
| Szakasz | Címtartomány            |
| ------- | ----------------------- |
| P0      | 0x00000000 – 0x3fffffff |
| P1      | 0x40000000 – 0x7fffffff |
| S0      | 0x80000000 – 0xbfffffff |
| S1      | 0xc0000000 – 0xffffffff |

A VMS esetén a P0 a felhasználói folyamatterület, a P1 a folyamatverem, az S0 az operációs rendszer területe, az S1 pedig foglalt.

### Privilegizált üzemmódok
A VAX négy hardveresen megvalósított jogosultsági móddal rendelkezik:
| szám | mód                    | VMS használat           | megjegyzések                      |
| ---- | ---------------------- | ----------------------- | --------------------------------- |
| 0    | Kernel                 | OS kernel (rendszermag) | Legmagasabb privilégium szint     |
| 1    | Végrehajtó             | Fájlrendszer            |                                   |
| 2    | Felügyelő (supervisor) | Parancshéj (shell, DCL) |                                   |
| 3    | Felhasználó            | Normál programok        | Legalacsonyabb jogosultsági szint |

### A processzorállapot-hosszúszó
A folyamatok állapotát leíró hosszúszó 32 bites:
| CM | TP | MBZ   | FD | IS | cmod  | pmod  | MBZ | IPL   | MBZ  | DV | FU | IV | T | N | Z | V | C |
| -- | -- | ----- | -- | -- | ----- | ----- | --- | ----- | ---- | -- | -- | -- | - | - | - | - | - |
| 31 | 30 | 29:28 | 27 | 26 | 25:24 | 23:22 | 21  | 20:16 | 15:8 | 7  | 6  | 5  | 4 | 3 | 2 | 1 | 0 |

| bit   | jelentés                                   | bit  | jelentés                                                                    |
| ----- | ------------------------------------------ | ---- | --------------------------------------------------------------------------- |
| 31    | PDP-11 kompatibilitási üzemmód             | 15:8 | MBZ ("must be zero", kötelezően nulla)                                      |
| 30    | nyomkövetés függőben                       | 7    | decimális túlcsordulás csapda (trap) engedélyezése                          |
| 29:28 | MBZ (kötelezően nulla)                     | 6    | lebegőpontos alulcsordulás csapda nem maszkolható megszakítás engedélyezése |
| 27    | az első rész kész (megszakadt az utasítás) | 5    | egész túlcsordulás trap nem maszkolható megszakítás engedélyezése           |
| 26    | megszakítási verem                         | 4    | T: nyomkövetés (trace)                                                      |
| 25:24 | aktuális jogosultsági mód                  | 3    | N: negatív eredmény                                                         |
| 23:22 | előző jogosultsági mód                     | 2    | Z: nulla jelzőbit                                                           |
| 21    | MBZ (kötelezően nulla)                     | 1    | V: túlcsordulás (overflow)                                                  |
| 20:16 | IPL (megszakítás prioritási szintje)       | 0    | C: átvitelbit (carry)                                                       |

## VAX alapú rendszerek

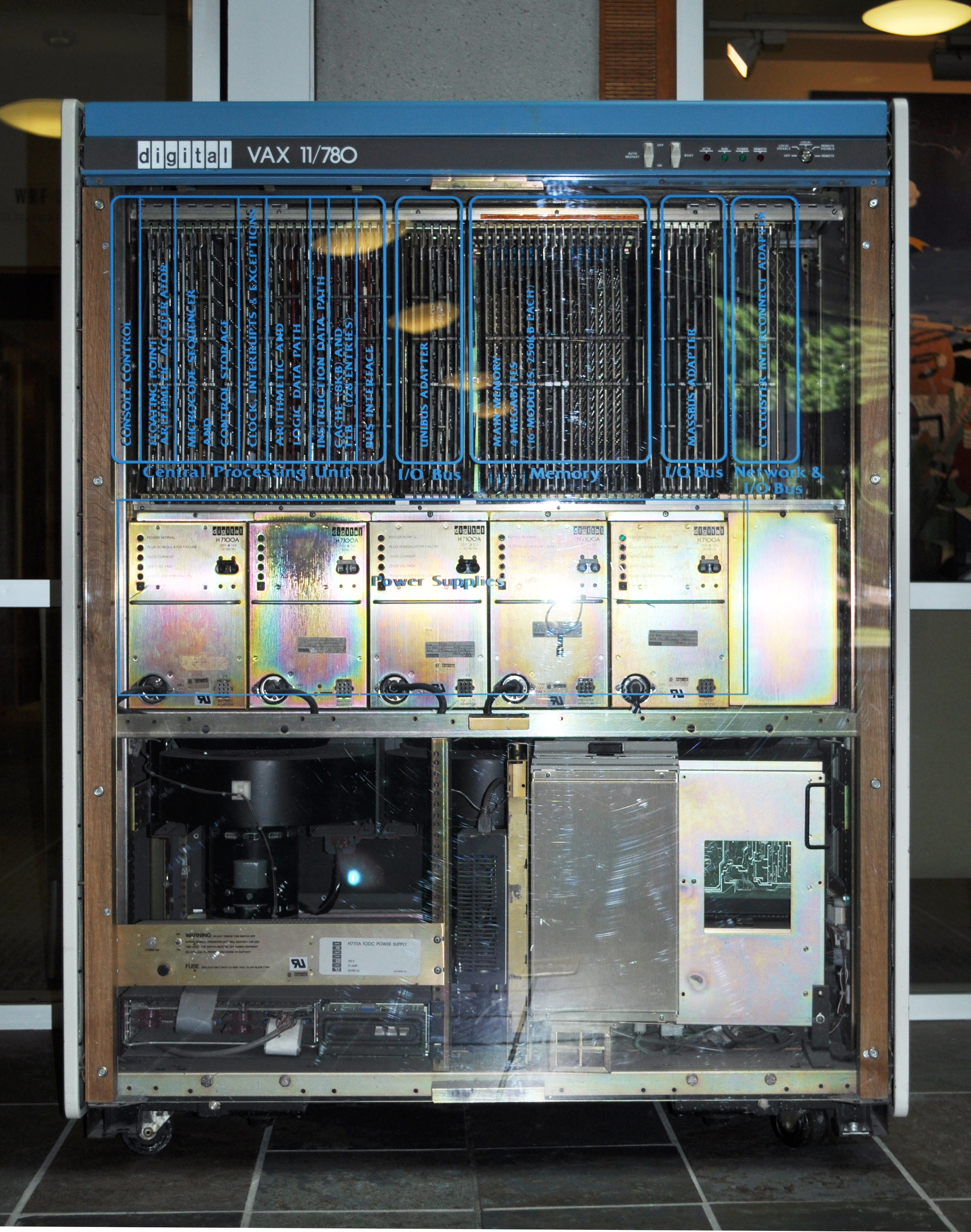
A SPEC-1 VAX, egy teljesítményméréshez használt VAX 11/780, a belső részekkel

Az első VAX-alapú rendszer a VAX–11/780 volt, a VAX–11 család tagja. A VAX–11/780-at 1984 októberében felváltotta a felső kategóriás VAX 8600, majd az 1980-as évek közepén csatlakoztak hozzá a belépő szintű MicroVAX miniszámítógépek és a VAXstation munkaállomások. A MicroVAX-ot a VAX 4000, a VAX 8000-et a VAX 6000 váltotta fel az 1980-as évek végén, majd bemutatták a VAX 9000-es nagyszámítógép-családot. Az 1990-es évek elején mutatták be a hibatűrő  VAXft gépet, valamint az Alpha-kompatibilis VAX 7000/10000-et. VAX-alapú rendszerek változatait VAXserver néven is értékesítették.

### SImultaneous Machine ACceSs (SIMACS, Szimultán gépi hozzáférés)
A System Industries cég kifejlesztett egy technikát, amely lehetővé teszi több DEC CPU írási hozzáférését egy megosztott lemezhez, ahol a hozzáférés nem egyidejű. Ezt a 'SImultaneous Machine ACceSs' (SIMACS) nevű fejlesztésben valósították meg, amely lehetővé tette a speciális lemezvezérlőjükben egy szemafor jelző segítségével több írási kérelem kiszolgálását ugyanarra a fájlra, miközben a lemezt több DEC rendszer használja közösen. A SIMACS a PDP-11 RSTS rendszereken is létezett.

### Törölt rendszerek
A megszüntetett rendszerek közé tartozik a BVAX, egy gyors ECL-alapú (emittercsatolt logikával felépített) VAX, és két másik ECL-alapú VAX modell: az Argonaut és a Raven. A Ravent 1990-ben törölték. A Gemini nevű VAX-ot szintén törölték, ami tartalékként szolgált arra az esetre, ha az LSI-alapú Scorpio sikertelen lenne. Ezekből a rendszerekből nem szállítottak.

### Klónok
Számos VAX klónt gyártottak, engedélyezett és nem engedélyezett típusokat vegyesen. Példák:
- Az Egyesült Királyságbeli Systime Computers Ltd.olyan korai VAX modellek klónjait állította elő, mint a Systime 8750 (a VAX 11/750-nek megfelelő).[29]
- A Norden Systems a robusztus, katonai specifikációjú MIL VAX sorozatot gyártotta.[11]
- A magyarországi Központi Fizikai Kutatóintézet (KFKI) a korai VAX modellek klónjainak sorozatát állította elő, többek között a TPA–11/540, 560 és 580 típusokat.[30]
- A csehszlovák SM 52/12[31] amelyet a VUVT Žilinában (ma Szlovákia) fejlesztettek ki, és 1986-tól a ZVT Banská Bystricában (ma Szlovákia ) gyártottak.
- A keletnémet VEB Robotron K 1840 (SM 1710) modellje a VAX–11/780 klónja, A Robotron K 1820 (SM 1720) pedig a MicroVAX II másolata.
- Az SzM-1700 a VAX–11/730 szovjet klónja, az SzM-1702 a MicroVAX II klónja, az SzM-1705 pedig a VAX–11/785 klónja.[32] Ezek a rendszerek számos másolt operációs rendszert futtattak – pl. DEMOS (BSD Unix alapú), MOS VP (VAX/VMS alapú) vagy MOS VP RV (VAXELN alapú).[33]
- Az NCI-2780 Super-mini, amelyet Taiji-2780 néven is árultak, a VAX–11/780 klónja, amelyet a pekingi ‘North China Institute of Computing Technology’ fejlesztett ki.[34][35]

## Fordítás
Ez a szócikk részben vagy egészben  a   VAX című angol Wikipédia-szócikk ezen változatának fordításán alapul.  Az eredeti cikk szerkesztőit annak laptörténete sorolja fel. Ez a jelzés csupán a megfogalmazás eredetét és a szerzői jogokat jelzi, nem szolgál a cikkben szereplő információk forrásmegjelöléseként.